# Fritz (szachy)
Fritz – komputerowy program szachowy, którego producentem jest niemieckie przedsiębiorstwo ChessBase.
Wersja Fritz 3 zdobyła pierwsze miejsce w mistrzostwach świata komputerów w szachach w 1995, pokonując m.in. Deep Blue. Program (w wersji nazwanej Deep Fritz) pokonał również Władimira Kramnika podczas rozgrywki w Bonn w 2008.
Program zawiera poradnik dla początkujących oraz możliwość ustawienia poziomu trudności.

## Wersje programu
W listopadzie 2023 wydano dziewietnastą wersję programu.
| Wersja       | Rok  | Platforma |
| ------------ | ---- | --------- |
| Fritz Deluxe | 1992 | DOS       |
| Fritz 2      |      | DOS       |
| Fritz 3      |      | DOS       |
| Fritz 4      |      |           |
| Fritz 5      |      | Windows   |
| Fritz 6      | 2000 | Windows   |
| Fritz 7      | 2001 | Windows   |
| Fritz 8      | 2003 | Windows   |
| Fritz 9      | 2005 | Windows   |
| Fritz 10     | 2006 | Windows   |
| Fritz 11     | 2007 | Windows   |
| Fritz 12     | 2009 | Windows   |
| Fritz 13     | 2012 | Windows   |
| Fritz 14     | 2013 | Windows   |
| Fritz 15     | 2016 | Windows   |
| Fritz 16     | 2017 | Windows   |
| Fritz 17     | 2019 | Windows   |
| Fritz 18     | 2022 | Windows   |
| Fritz 19     | 2023 | Windows   |

## X3D Fritz
X3D Fritz to wersja szachowego programu Fritz, który rozegrał mecz między człowiekiem a komputerem z szachowym arcymistrzem nr 1 na świecie, Garrym Kasparowem. Mecz zakończył się remisem 2-2, gdzie X3D Fritz wygrał 2. partię, a Kasparow wygrał 3. partię a remisem zakończyły się partie 1 i 4.
Fritz pracował na procesorze Intel Pentium 4 Xeon taktowanym zegarem 2,8 GHz. Mecz był szczególny, choćby z powodu sposobu wykonywania posunięć przez Kasparowa. W większości rozgrywek między człowiekiem a komputerem, człowiek wykonywał posunięcia na zwykłej szachownicy, tak jak ma to miejsce w normalnej rozgrywce szachowej. Ruchy podczas rozgrywki z Fritzem wykonywane były przy wykorzystaniu okularów trójwymiarowych – mecz odbywał się w wirtualnej przestrzeni. Swoje posunięcia człowiek wymawiał na głos. Komputer dysponował systemem rozpoznawania mowy, więc wypowiedziany przez Kasparowa ruch oraz odpowiedź komputera widziane były na wirtualnej szachownicy.